# 蒙特阿萊格雷 (塞爾希培州)
10°01′37″S 37°33′43″W / 10.02694°S 37.56194°W
蒙特阿萊格雷（葡萄牙語：Monte Alegre de Sergipe），是巴西的城鎮，位於該國東北部，由塞爾希培州負責管轄，面積419平方公里，海拔高度265米，2007年人口13,189，人口密度每平方公里31.51人。